# قطرة عين

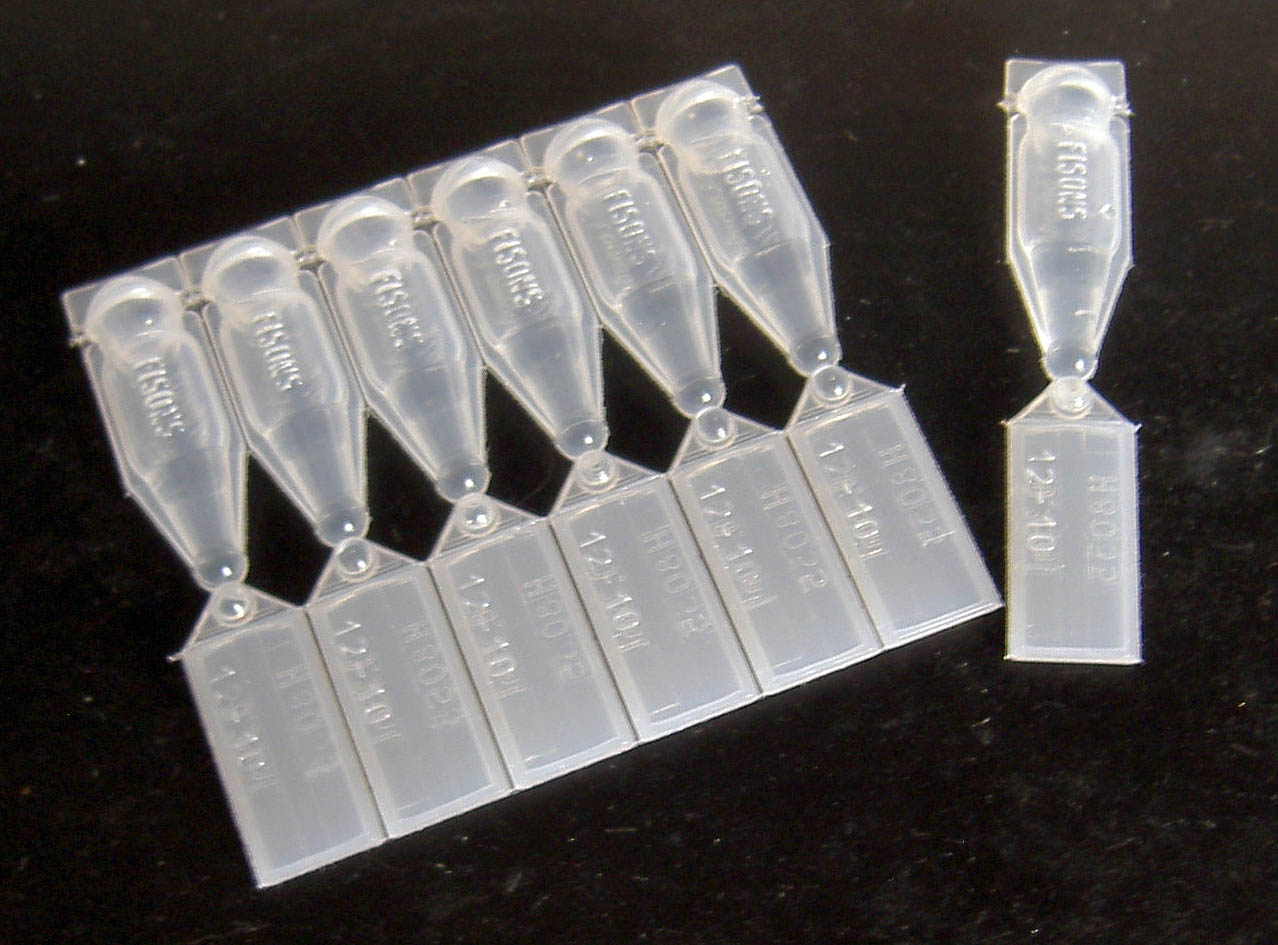

قطرة العين هي القطرة المستخدمة في علاج إصابات العين، ونظرا لأن كميتها التي تصل إلى الجسم قليلة فآثارها الجانبية نادرة، إلا في بعض الأحيان التي يكون فيها للقطرة مفعول دوائي قوي يؤثر على العينين والجسم.

## أنواع قطرات العين

### القطرات الموسعةلحدقة العين
يحتاج طبيب العيون لهذا النوع لرؤية التفاصيل الداخلية للعين، وتعطى للأطفال لفحص العوامل الانكسارية لديهم عند وصف نظارات لهم، ويسبب استخدام هذا النوع عدم وضوح الرؤية لفترة تتراوح بين 3-8 ساعات خاصة للرؤية القريبة. وقطرات توسيع الحدقة التي تعطى للأطفال عادة ما تكون ذات تركيز قوي ونادرًا ما تسبب احمرارا في الوجه أو حساسية في الجلد حول العين أو ارتفاعًا بسيطًا لدرجة الحرارة.

### القطرات المخدرة للعين
ويستخدم هذا النوع في التخدير الموضعي للعين ويبدأ مفعوله بعد ثوانٍ من الاستخدام، وبالرغم من أنها مريحة للألم ومفيدة في حالة حصول خدوش في سطح القرنية إلا أنها تكون خطيرة جدًا في حال استعمالها لفترة طويلة حيث تؤدي إلى تليُّفات وتقرحات في سطح القرنية.

### القطرات التي تحتوي على مركباتالكورتيزون
يحتوي هذا النوع على مركبات قوية، لذلك يجب استعمالها تحت إشراف طبيب العيون، إذ إن استعمالها لمدة طويلة قد يؤدي إلى حصول مضاعفات في العين، كما قد يؤدي إلى إصابة العين بمرض الساد (عتامة عدسة العين)، أو ارتفاع ضغط العين، ولكن قد يجد الطبيب ضرورة قصوى لاستعمالها مع متابعة المريض متابعة دقيقة لمعرفة المضاعفات التي قد تحصل بسبب استخدامها.

### قطرات معالجة الالتهابات
قد تسبب التهاباتِ العين أنواع من البكتيريا والفيروسات والفطريات، ولا يستطيع دواء معين التأثير على جميع أنواع الجراثيم في وقت واحد، بل إن هنالك بعضا من أنواع الالتهابات لا تستجيب مطلقا لأي نوع من المضادات الحيوية، وقد تصل مدة استجابة الالتهاب لتأثير القطرة عدة أيام، ولكن إن لوحظ أن الحالة تزداد سوءا بعد الاستعمال يجب إخبار الطبيب بذلك، فقد تكون الجرثومة التي سببت الالتهاب مقاومة للنوع الموصوف من المضادات الحيوية، أو أن القطرة قد سببت حساسية للعين.

### القطرات الخافضة لضغط العين
يحدث الجلوكوما أو ارتفاع ضغط العين بسبب عدم توازن بين إفراز السائل داخل العين وسرعة تصريفه في قنواته الطبيعية، لذلك فقطرات تخفيض ضغط العين تعمل على إحدى طريقتين: تقليل كمية السائل الذي يفرَز في العين، أو زيادة تصريف السائل الخارج منها، ولا يخلو هذا النوع من القطرات من مواد تؤدي إلى تصغير حدقة العين مما قد يؤدي إلى صعوبة الرؤية، وخصوصًا للأشخاص المصابين بمرض الساد، وقد يحصل ألم بسيط فوق الحاجبين عند بداية استعمالها، ويختفي عادة بعد بضعة أيام من تلقي العلاج، وهنالك أنواع من القطرات المُخفِضة لضغط العين قد تؤدي إلى صعوبة في التنفس لدى بعض الأشخاص الذين يعانون من الربو أو ضيق القصبات الهوائية، وقد يؤدي هذا النوع من القطرات إلى بطء في سرعة ضربات القلب، لذلك فيجب على المريض إخبار الطبيب إن كان مصابًا باضطرابات في القلب أو الربو أو صعوبة في التنفس، ليقوم باستبدال نوع آخر يؤدي نفس المفعول بالنوع الذي قد يسبب تلك الأعراض.